# Serail-Tänze
Serail-Tänze ist ein Walzer von Johann Strauss (Sohn) (op. 5).

## Erstaufführung
Der Walzer Serail-Tänze wurde fünf Wochen nach dem musikalischen Debüt von Johann Strauss Sohn ebenfalls im Casino Dommayer in Hietzing aufgeführt.
Diesmal war es aber ein sogenanntes Benefizkonzert, ein Fest, dessen Reingewinn nicht an den Veranstalter, sondern an den einladenden Künstler (in diesem Falle Johann Strauss (Sohn)) ging.
Der Abend mit dem Titel „Ein Abend der Frohsinns“ wollte besonders junge Gäste ansprechen und so wurde der Saal mit dem Reiz des Exotischen dekoriert. Die Gäste sollten sich wie im Serail von Konstantinopel fühlen.
Der Walzer selbst war allerdings auf klassisch-wienerische Art komponiert. Seine flotte Einleitung wurde zu den populärsten Melodien des jungen Strauss und fand auch Eingang in die Operette Wiener Blut (Auftrittslied des Ministers: Des Landes Reuss-Schleiz-Greiz Verweser...).